# 21st Century Medicine
21st Century Medicine – amerykańska kriobiologiczna firma badawcza z siedzibą w Kalifornii, mająca na celu rozwój substancji używanych do perfuzji oraz protokołów medycznych żywotnej długoterminowej krioprezerwacji organów ludzkich, tkanek biologicznych i komórek w temperaturach kriogenicznych (poniżej −100 °C) z zastosowaniem witryfikacji.
Dr Gregory M. Fahy, największy światowy ekspert w dziedzinie krioprezerwacji z użyciem witryfikacji, zasiada w gronie członków zarządu organizacji i kieruje jej działalnością badawczą. Zarządza też badaniami mającymi miejsce poza siedzibą organizacji: na współpracujących uniwersytetach, w instytucjach przemysłowych i badawczych, mających wytworzyć specyficzne produkty i usługi.
Firma posiada wiele patentów, przede wszystkim dla mieszanek krioprotektantów diametralnie zmniejszających formowanie się lodu przy jednoczesnej niskiej toksyczności krioprotektantu. Inne opatentowane substancje to syntetyczne blokery lodu, symulujące niezamarzające białko jakie można znaleźć w organizmach arktycznych. Strona firmy wymienia publikacje z recenzjami naukowymi w czasopismach naukowych, relacjonujące badania w laboratoriach firmy.
W 2004 21CM otrzymała grant w wysokości $900 000 od U.S. National Institutes of Health (NIH) na opracowanie rozwiązań pozwalających na sprawniejsze przeszczepy serca u ludzi.
W lipcu 2005 na dorocznej konferencji Society for Cryobiology, 21st Century Medicine ogłosiło witryfikację nerki królika przy użyciu wynalezionej przez siebie mieszanki witryfikującej, i ochłodzenie jej do -135 °C. Nerka została następnie ogrzana i przeszczepiona królikowi, z zachowaniem całkowitej żywotności i funkcjonalności.